# 20 pluviôse
20 nivôse 20 ventôse
Le décadi 20 pluviôse, officiellement dénommé jour de la serpette, est le 140e jour de l'année du calendrier républicain.
C'était généralement le 8e jour du mois de février dans le calendrier grégorien.